# سياسة الاستيطان في الجزائر
سياسة الاستيطان هي سياسة جرت بعد الحملة العسكرية الفرنسية التي انتهت بإحتلال الجزائر، انطلقت حملة ثانية تهدف إلى تشجيع الإستيطان الفرنسي خاصة والأوروبي عامة، عن طريق القتل والتشريد لتوفير الأراضي وإقامة القرى الجديدة (المستوطنات) ومنحها للمستوطنين القادمين من ما وراء البحر، والذين كانوا يمثلون حثالة المجتمع الأوروبي من لصوص وسجناء وفقراء وبطَّالين.

## أهدافها
كان هدفها الأساسي التخلص من الفائض السكاني الممثل للطبقة السفلى من المجتمع الفرنسي، وجد هؤلاء في الجزائر الأرض الخصبة والقوانين التي توفر لهم المواطنة والأمن والحماية والتي استفاد منها يهود الجزائر كذلك. كان ذلك على حساب حقوق الجزائريين أصحاب الأرض، وتم العمل على تشجيع الهجرات الأوربية إلى الجزائر بتسهيل المستوطنات التي تضاعف عددها، وانصاع الأهالي الجزائريين للقوانين الاستثنائية مثل: قانون الأهالي 1871م وقانون حق المواطنة مقابل التخلي عن حقوقهم وعن أحوالهم الشخصية 14جويلية 1865.